# شكرا أيها الأعداء
كتاب شكرا أيها الأعداء هو كتاب إسلامي للشيخ سلمان العودة يحض فيه على الوحدة الإسلامية ورؤية النقاط الإيجابية في الأشياء السلبية وكذلك على التعايش بكل أنواعه وضبط النفس وطريقة النقد البناء الصحيحة والتطلع لمستقبل الأمة وهو يتكون من 43 مقالا تجمع موضوع واحد عن الخلافات والصراعات التي تعصف بالناس وطريقة تعاطيهم معها.  

## عناوين مقالات من الكتاب
أأنت  كذلك؟! وشتائم حضارية وفرص هاربة والوقوف على الحياد وسنة الأنبياء ومقالب ولحظة جديدة والكثير الكثير.. 

## مقدمة الكتاب
وفي مقدمة الكتاب يقول الشيخ سلمان العودة :
| شكرا أيها الأعداء | كم أشعر بالسعادة والرضا حينما أتذكر أنني تجرعت بعض المرارات من إخوة أعزة, ربما لا يروق لهم هذا الوصف, ولكنني أقول صادقا؛ لأني أعلم أن ما بيني وبينهم من المشتركات يفوق بكثير نقاط الاختلاف. هذه المدن الجميلة لا تخلو من نفايات, بيد أنه ليس من الحكمة أن نضع النفايات في عربات، ونطوف بها على الناس، لنؤذي بها عيونهم وأنوفهم، ونفسد أذواقهم! حرارة التي كان يفترض ان نحولها إلى طاقة إيجابية فاعلة للتحفيز والتواصل والأخلاق والتفاؤل, تحولت عن بعضنا إلى أداة للقصف والإقصاء والحصار والإطاحة! وبحثنا في ثناياها عن مداخل للهجر والبعاد والانقباض، حتى صار المسلم لا يفرح بلقيا أخيه أحيانا؛ لأنه تعود أن يثير الأسئلة: مامشربه؟ ما مذهبه؟ ما طريقه؟ من شيخه؟ ما منهجه؟ ما خياراته؟ أما بعد: فهذه مقالات متفرقة, سطّرتها عبر بضع سنوات، ووجدت أنها تتكامل في موضوع واحد يتعلق الخلافات والصراعات التي تعصف بالنااس وطريقة تعاطيهم معها، وحرصت على استكمال الموضوع عبر مقالات عديدة كتبتها خصيصا لهذا الكتاب، وقد فصلت بينها بكلمات حاولت إيجازها تشبها بالحكماء؛ لتكون خلاصة تجربة حياتية، أو خلاصة قراءة علمية، وهي بين يديك تنتظر قبولك الحسن, ونقدك وتسديدك. | شكرا أيها الأعداء |